# Andrea Schwab
Andrea Schwab (* 30. Dezember 1958 in Wien) ist eine österreichische Sängerin, Lehrende für Stimmbildung und Publizistin.

## Leben
In Wien geboren und aufgewachsen, studierte Andrea Schwab Theaterwissenschaft, Germanistik und Philosophie an der Universität Wien. Ein 
Fulbright Research Grant führte sie 1982–1983 an die University of California Los Angeles. Ihre Gesangsausbildung absolvierte sie ab 1980 bei Alfred Kaufmann (1926–2015). Sie besuchte einen Meisterkurs bei Cornelia Prestel (Vokalakademie Seitenstetten) 2005 und studierte Liedinterpretation bei Norman Shetler und Elzbieta Wiedner-Zajac an der Hochschule für Musik und darstellende Kunst Wien.

## Schaffen
Ihre internationale Konzerttätigkeit führte sie u. a. nach Tel Aviv (2009 und 2016), sowie mit der Pianistin Joanna Niederdorfer nach Madrid (2019), London (2019) und Sarajevo (2020). Sie gibt regelmäßig Präsentationen im Musikunterricht an mittleren und höheren Schulen zum Thema Komponistinnen und unterrichtet seit 2018 an der Pädagogischen Hochschule Niederösterreich.
2011 gründete sie gemeinsam mit Asako Hosoki den Verein Frauen komponieren. Zahlreiche Aufführungen mit Yoko Saotome-Huber, Dagmar Schwarz, Christine Renhardt, Rita Grote, Isabella Sommer. 2014 initiierte sie gemeinsam mit Asako Hosoki das Projekt Erinnerungen an Theodor Herzl, zu dem Konzerte mit Lesungen dargeboten wurden.

## Publikationen
- Außergewöhnliche Komponistinnen. Weibliches Komponieren im 18.und 19.Jahrhundert. Von Maria Theresia Paradis über Josepha Barbara Auernhammer bis Julie von Baroni-Cavalcabò. Hollitzer, Wien 2019, ISBN 978-3-99012-587-8.
- „…mosaisch geboren…“ Drei jüdische Komponistinnen während der NS-Zeit, in: Ilse Korotin und Ursula Stern (Hg.): Das Exil von Frauen. Historische Perspektive und Gegenwart. Praesens, Wien 2020, S. 300–317. ISBN 978-3-7069-1068-2.
- Jüdische Komponistinnen zwischen Erfolg und Verfolgung, Exil und Heimkehr. Hollitzer, Wien 2022, ISBN 978-3-99012-810-7.